# رايموند أرويو
رايموند أرويو (بالإنجليزية: Raymond Arroyo)‏ هو صحفي أمريكي، ولد في 25 سبتمبر 1970 في نيو أورلينز في الولايات المتحدة.

## وصلات خارجية
- الموقع الرسمي
- رايموند أرويو على موقع IMDb (الإنجليزية)
- رايموند أرويو على موقع ميوزك برينز (الإنجليزية)
- رايموند أرويو على موقع قاعدة بيانات الفيلم (الإنجليزية)